# Каццано-ді-Трамінья
Каццано-ді-Трамінья (італ. Cazzano di Tramigna, вен. Cazan de Tramigna) — муніципалітет в Італії, у регіоні Венето, провінція Верона.
Каццано-ді-Трамінья розташоване на відстані близько 420 км на північ від Рима, 90 км на захід від Венеції, 17 км на схід від Верони.
Населення — 1552 особи (2014).

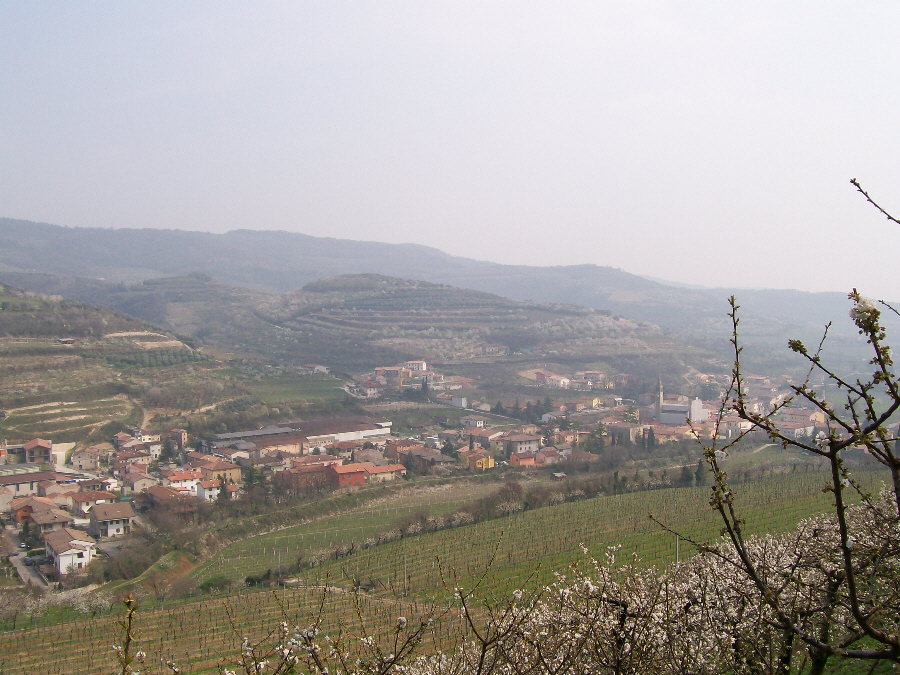

Щорічний фестиваль відбувається 23 квітня. Покровитель — святий Юрій.

## Демографія
Населення за роками:

Станом на 1 січня 2023 року в муніципалітеті офіційно проживало 114 іноземців з 20 країн, серед них 37 громадян країн Євросоюзу та 3 громадяни України.

## Сусідні муніципалітети
- Колоньйола-ай-Коллі
- Іллазі
- Монтеккія-ді-Крозара
- Сан-Джованні-Іларіоне
- Соаве
- Треньяго